# Paul Staub
Paul Staub war ein Schweizer Steuermann im Rudern.

## Biografie
Paul Staub gewann bei den Europameisterschaften 1920 die Goldmedaille im Achter sowie im Vierer mit Steuermann zusammen mit seinen Vereinskameraden Max Rudolf, Paul Rudolf, Hans Walter, Willy Brüderlin vom Grasshopper Club Zürich. Wenig später gewann die Crew bei den Olympischen Sommerspielen 1920 in Antwerpen in der Vierer-mit-Steuermann-Regatta ebenfalls die Goldmedaille.